# Elezioni presidenziali in Serbia del 2008
Le elezioni presidenziali in Serbia del 2008 si tennero il 20 gennaio (primo turno) e il 3 febbraio (secondo turno); videro la vittoria di Boris Tadić, sostenuto dal Partito Democratico, che sconfisse Tomislav Nikolić, sostenuto dal Partito Radicale Serbo.

## Risultati
| Candidati         | Partiti                      | I turno   | I turno | II turno  | II turno |
| Candidati         | Partiti                      | Voti      | %       | Voti      | %        |
| ----------------- | ---------------------------- | --------- | ------- | --------- | -------- |
| Boris Tadić       | Partito Democratico          | 1 457 030 | 36,72   | 2 304 467 | 51,19    |
| Tomislav Nikolić  | Partito Radicale Serbo       | 1 646 172 | 41,49   | 2 197 155 | 48,81    |
| Velimir Ilić      | Nuova Serbia                 | 305 828   | 7,71    |           |          |
| Milutin Mrkonjić  | Partito Socialista di Serbia | 245 889   | 6,20    |           |          |
| Čedomir Jovanović | Partito Liberal-Democratico  | 219 689   | 5,54    |           |          |
| István Pásztor    | Coalizione Ungherese         | 93 039    | 2,34    |           |          |
| Totale            | Totale                       | 3 967 647 | 100     | 4 501 622 | 100      |